# Mary Tillman Smith
Mary Tillman Smith (1904-1995), més coneguda com a Mary T. Smith, fou una pintora autodidacta del sud dels Estats Units que va viure i treballar a Mississipi la major part de la seva vida. Creà pintures expressives, acolorides i intenses, habitualment emprant pintura per a les parets sobre fusta o estany. La seua obra consistia en figures altament estilitzades en colors forts, sovint amb punts i ratlles que li donaven vida, de vegades junt a textos críptics col·locats sobre els colors monocroms contrastats del fons. La seua obra és mostrada arreu del món en museus com el Metropolitan Museum of Art, el High Museum of Art, el De Young Museum of Art a San Francisco; el Museu de Belles Arts de Houston; el Museu d'Art de Milwaukee; el Museu d'Art de Birmingham; el Museu Smithsonià d'Art Americà; i les col·leccions de la Universitat Tufts, Universitat Willamette i la Universitat de Mississippí.
Ha fet exposicions en solitari en galeries d'art dels Estats Units d'Amèrica i Europa i ha sigut inclosa en diverses espectacles grupals. Forma part d'un grup que inclou també a Thornton Dial i Nellie Mae Rowe. La seua obra fou promoguda especialment pel col·leccionista i conservador William Arnett.

## Vida
Smith fou la filla de parcers. Smith fou la tercera de tretze fills i en una edat primerenca va patir un problema auditiu greu. Completà una educació de cinquè curs malgrat l'aïllament i la soledat que la seua invalidesa li provocava. Durant tota la seua infantesa Smith "trobà una eixida en el dibuixar".
Mary T. Smith es va casar dues vegades, una vegada en un matrimoni curt amb Gus Williams el 1922 i després amb John Smith alguna vegada en els anys 1930. El segon matrimoni també va ser poc durador, el qual acabà quan Smith veié que pels comptes de la fi de l'any de l'arrendatària d'uns camps que treballava el marit com a jornaler aquest era pagat extremadament poc. Les queixes d'ella, una diferència de més de mil dòlars americans, portaren a que John Smith la "desterrara". Smith aleshores es mudà a Hazelhurst, Mississippí, per a viure sola. El 1941, va donar a llum al seu fill, Sheridan L. Major, malgrat que no s'havia casat amb el pare d'aquest nen. Smith treballà com a jardinera i va fer altres feines domèstiques fins que es jubilà en la dècada dels setanta.
El 1985, Smith va patir un vessament cerebral que li va afectar la parla i l'escriptura. Es va limitar a la producció de dues obres per dia després del vessament cerebral. Ja que la seua productivitat es tornà lenta, Smith obtenia menys diners i va parar de produir obres el 1991. Morí finalment l'any 1995.

## Obra
Smith començà a pintar a la fi dels anys setanta. Transformà la seua llar i el seu jardí, una àrea d'aproximadament un acre en un ambient exterior immersiu, una "forma altament pública d'autobiografia espiritual. La seua altament expressiva i personal obra materialitzava les idees que havia tingut durant anys. Una vegada Smith es connectà amb col·leccionistes d'art, lluità per a seguir el ritme de la demanda.
Les obres de Smith foren sovint creades amb materials fàcilment disponibles, com el contraxapat, estany corrugat i altres parts reciclades. En les seues obres primerenques, solia emprar un o dos colors de pintura. La seua imatgeria estilitzada "recorda les màscares cerimonials de l'Àfrica Occidental" i moltes són al·legòriques. El seu art ha sigut associat al dels artistes com Jean-Michel Basquiat. També era molt personal en la seua naturalesa. Un dels seus temes preferits eren els retrats de família, amics i veïns. Moltes de les seues obres mostren figures amb els braços alçats, una imatge associada amb l'èxtasi i la il·luminació espiritual.
L'obra tardana consistí en composicions geomètriques amb més colors i interessants juxtaposicions d'espais positius i negatius. La seua obra de vegades incorporava text junt les seues imaginàries. Aquests fragments textuals de la seua obra eren críptiques i creaven una "vocabulari personal de pintures" el qual "documentava i celebrava el seu món, alhora religiós i secular."